# Phantom on the Horizon
Phantom on the Horizon es un EP conceptual de la banda estadounidense de rock progresivo The Fall of Troy lanzado el 28 de noviembre de 2008 a través de Equal Vision Records. Es la versión completada del EP Ghostship Demos, grabado en 2004. Esta versión regrabada de las demos originales consta de cinco "capítulos" y lo produjo Casey Bates (Fear Before, Chiodos, Portugal. The Man).
El concepto detrás de Phantom on the Horizon cuenta la historia de un galeón español que se encuentra con un barco fantasma en otra dimensión.

## Lanzamiento
The Fall of Troy comenzó a trabajar en Phantom on the Horizon cinco años antes de su lanzamiento definitivo entre las grabaciones de The Fall of Troy y Doppelgänger. En 2004, se filtraron por internet algunas de las demos que después aparecen en Phantom on the Horizon y se llamó Ghostship Demos. Las demos nunca llegaron a lanzarse en un medio físico. En octubre de 2008, The Fall of Troy grabó el álbum de forma secreta y lo lanzaron el 28 de noviembre de ese mismo año.
Se lanzaron copias físicas del álbum exclusivamente en los conciertos de la banda en el invierno de 2008 que hicieron junto a The Number Twelve Looks Like You, y a través del sitio web oficial de la banda. Solo se hicieron 3000 copias numeradas del EP (aunque las copias físicas se llegaron a numerar hasta 3300) – la mitad se vendieron en la gira y la otra mitad a través del sitio web de la banda. Cuando se terminaron las copias físicas apareció una versión descargable en MP3 en el sitio web de The Fall of Troy.

## Lista de canciones
1. "Chapter I: Introverting Dimensions" – 10:51
2. "Chapter II: A Strange Conversation" – 4:42
3. "Chapter III: Nostalgic Mannerisms" – 7:52
4. "Chapter IV: Enter the Black Demon" – 5:36
5. "Chapter V: The Walls Bled Lust" – 8:08

## Personal
The Fall of Troy
- Thomas Erak – voz, guitarra, teclados
- Frank Ene – bajo, coros
- Andrew Forsman – batería, percusión

Músicos invitadoss
- Dave Marion (de Fear Before) – voz
- Ryann Donnelly (de Schoolyard Heroes) – voz
- Jonah Bergman (de Schoolyard Heroes) – voz
- Nouela Johnston (de Mon Frere) – teclados
- Katie Mosehauer – violín, arreglos de  cuerda
- Angela Kimber – violonchelo, arreglos de  cuerda
- Jay Beaman (exmiembro de Red Museum) – glockenspiel, pandereta, otras percusiones, arreglos

Producción y diseño
- Casey Bates – productor
- Chriten Shaw – dirección artística
- Curtis Tanner – A&R